# Chiesa di San Pietro Apostolo (Azzano Decimo)
La chiesa arcipretale di San Pietro Apostolo, nota anche come duomo, è la parrocchiale di Azzano Decimo, in provincia di Pordenone e diocesi di Concordia-Pordenone; è a capo della forania di Azzano Decimo.

## Storia
La prima citazione della pieve di Azzano Decimo risale al Medioevo.
L'attuale duomo venne costruito tra il 1748 ed il 1771 e consacrato il 19 maggio di quello stesso anno.
Nel 1995 la chiesa fu dotata dell'ambone e dell'altare postconciliare rivolto verso l'assemblea e nel 2002 il campanile venne restaurato.

## Interno
All'interno dell'arcipretale, ad unica navata, sono posti l'altar maggiore, realizzato tra il 1748 ed il 1750 dai fratelli Giuseppe e Giovanni Mattiussi ed impreziosito da statue dei Santi Pietro e Paolo, la pala raffigurante i Santi Sisto, Valentino e Sebastiano, e gli altari laterali di Sant'Antonio e del Carmine.

## Campanile
L'originario campanile, risalente forse al XV secolo, era posto sul lato sinistro della chiesa; venne demolito nell'autunno del 1923. Quello attuale, invece, fu edificato nel 1921. Esso, con i suoi 76 metri, è il più alto sia della provincia di Pordenone sia della diocesi di Concordia-Pordenone.

## Galleria d'immagini

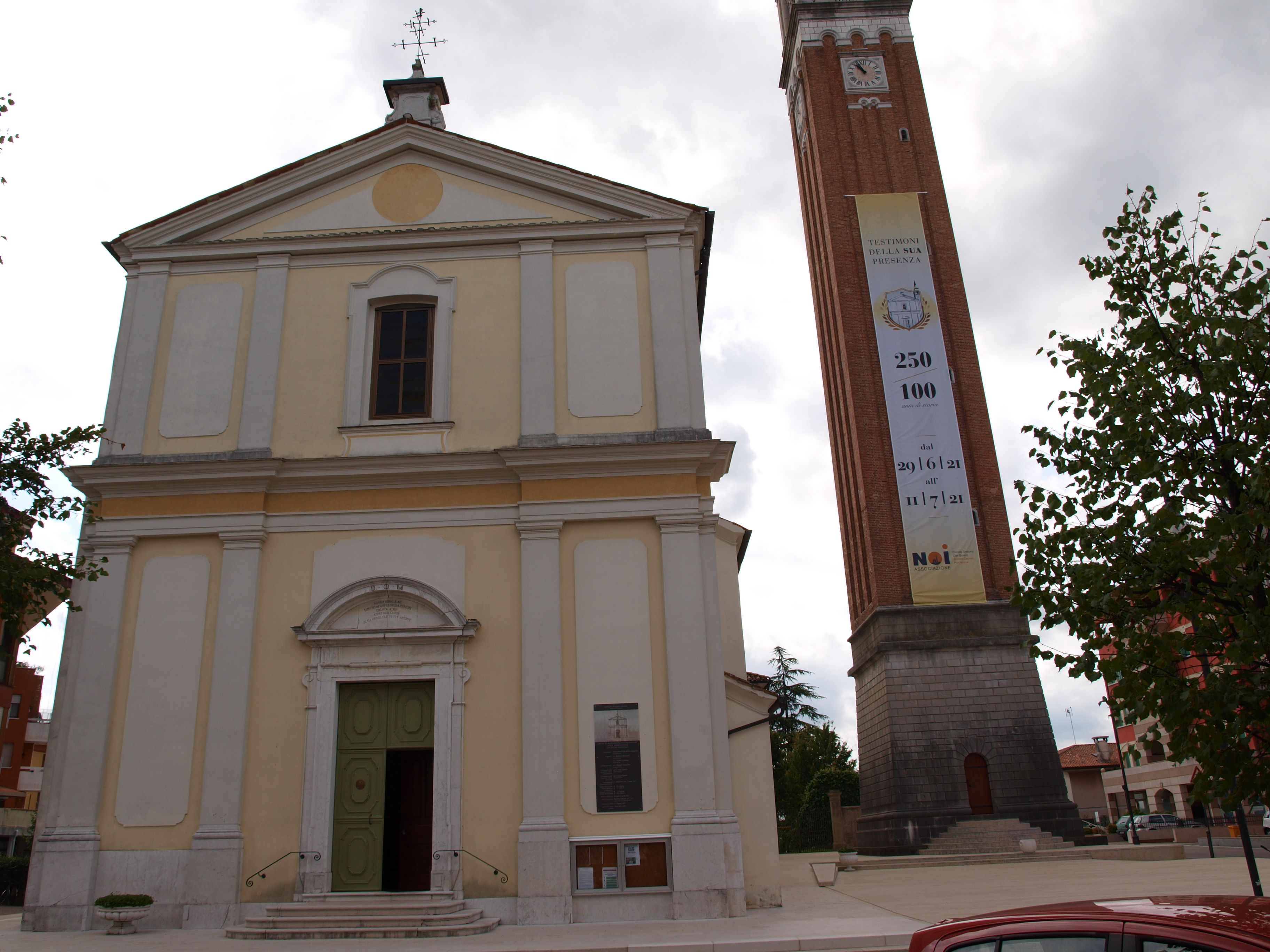
Facciata e parte del campanile
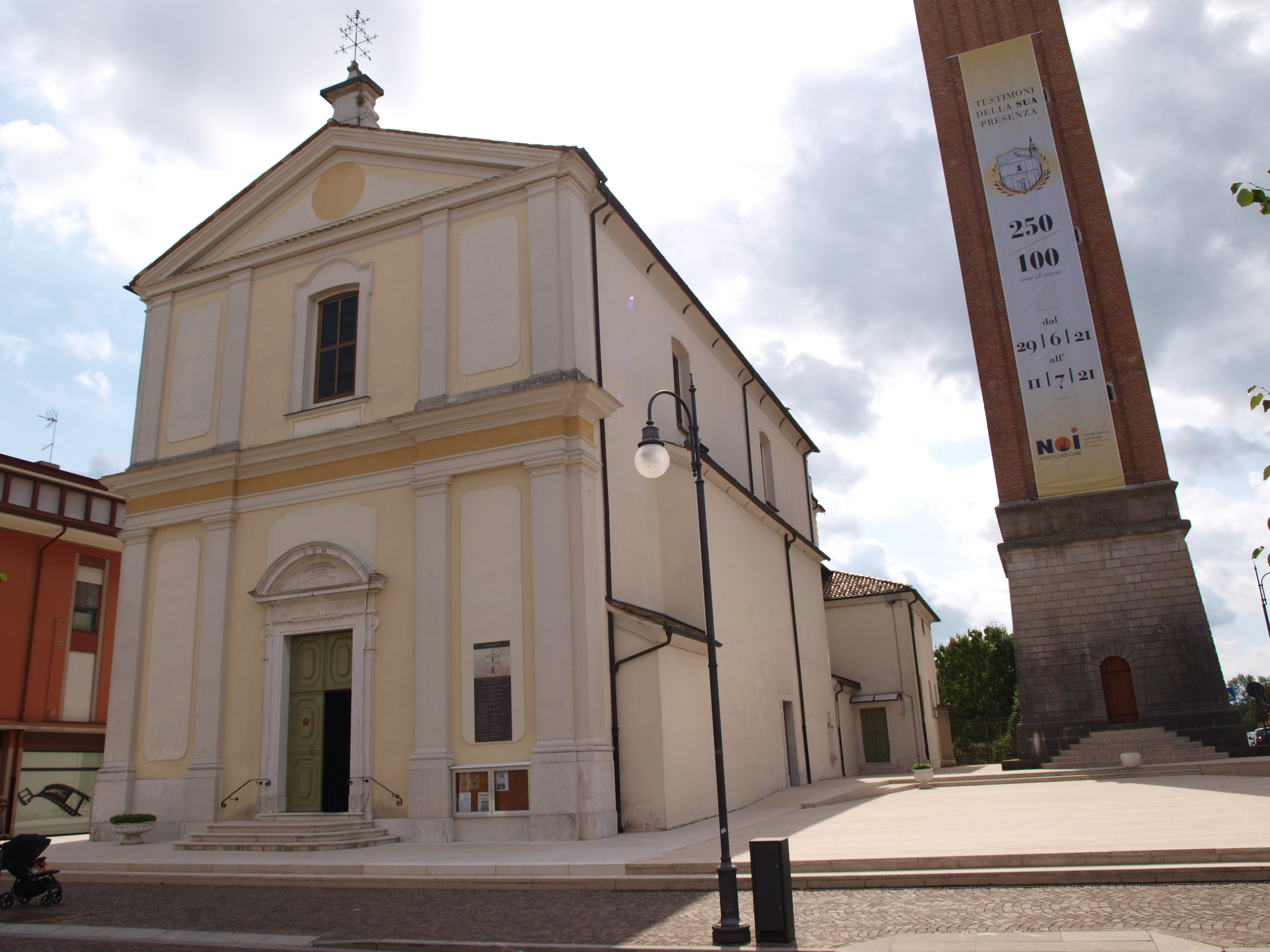
Facciata, parete esterna e parte del campanile
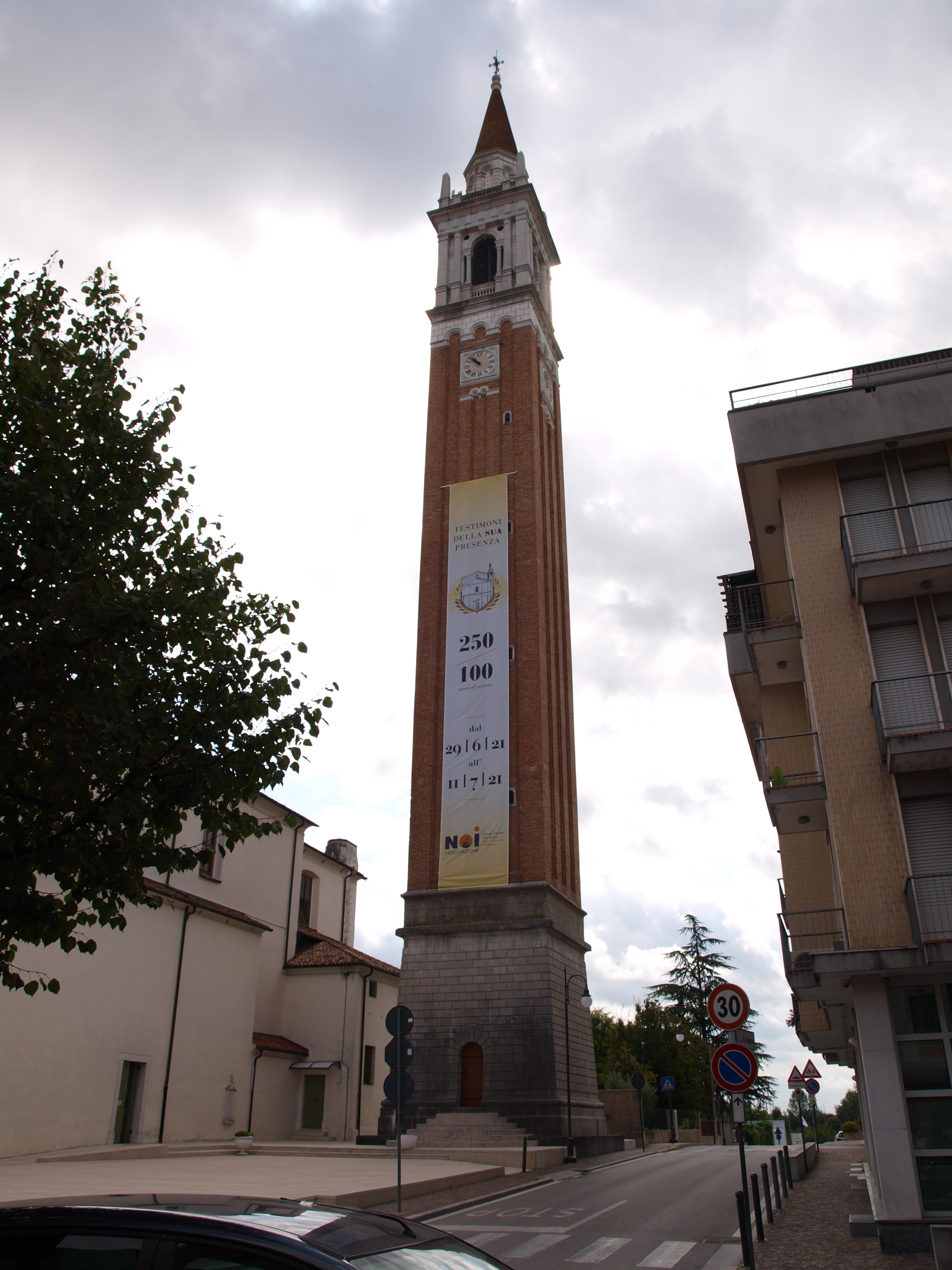
Il campanile della chiesa
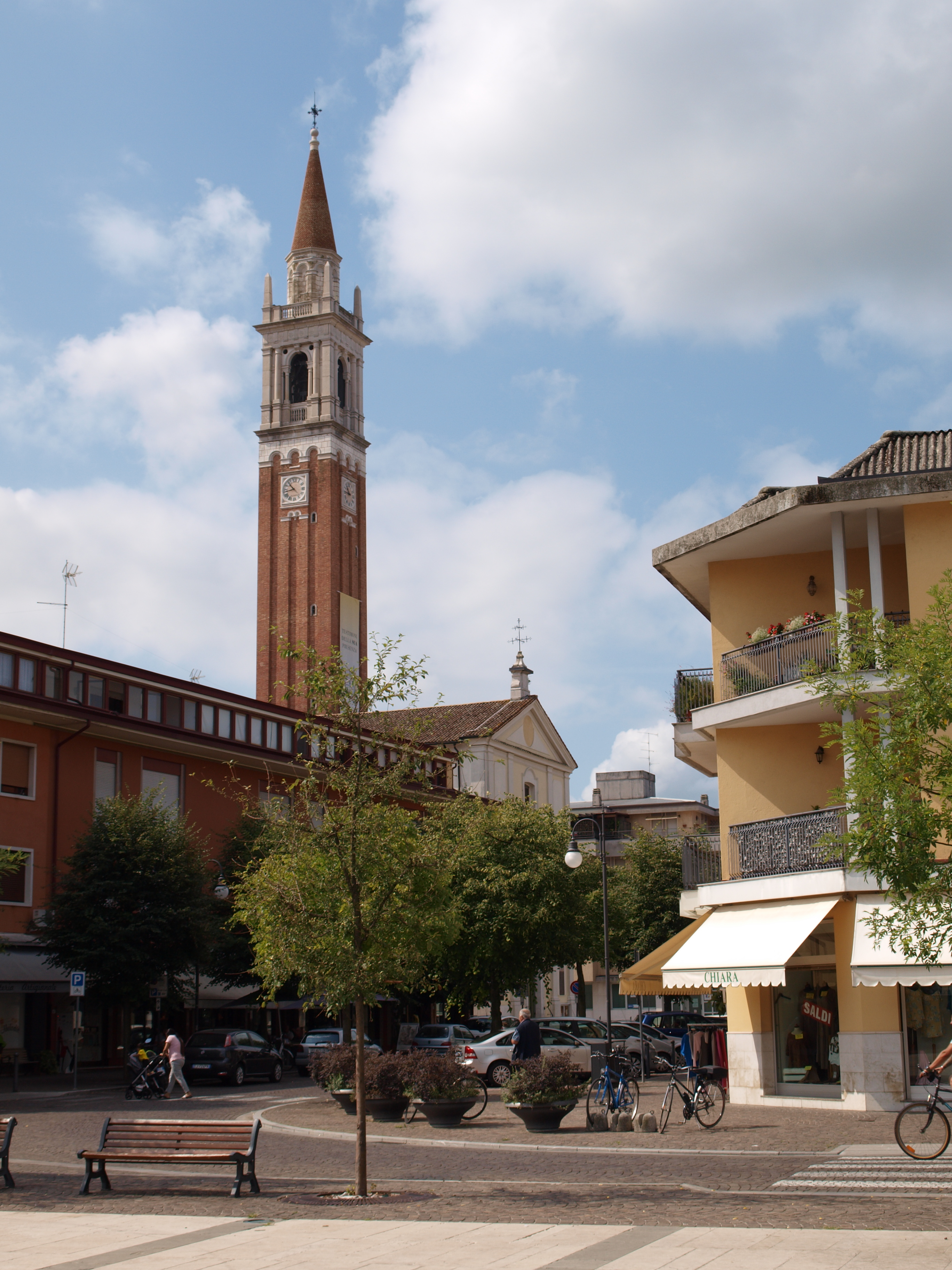
La chiesa e il campanile visti da Piazza Libertà